# Carlo Innocenzo Carlone
Carlo Innocenzo Carlone (1686-1775) fue un pintor italiano, de estilo rococó, activo especialmente en Alemania. 
Era oriundo de Scaria, Lombardía y estudió en Venecia y Roma. Su obra se encuentra en Lombardía, pero pintó amplios ciclos de frescos para palacios de Viena, Praga y el Sur de Alemania.
Carlone es conocido por pintar las escenas del techo en el Belvedere Superior del complejo palaciego de Belvedere. Su Glorificación de los santos Félix y Adauctus (1759-61) fue un encargo para la cúpula de la iglesia de San Felice del Benaco en el Lago Garda.